# Scheutbos
Het Scheutbos is een park en bosgebied gelegen in de Belgische gemeente Sint-Jans-Molenbeek vlak bij de Louis Mettewielaan.  Het park is 50 ha groot en wordt beheerd door Leefmilieu Brussel. 44 ha van het gebied bestaat uit een geklasseerde site en de overige 6 ha vormen een regionaal park.

## Geschiedenis
In de achtste eeuw was het Scheutbosgebied een steenkoolbos. 400 jaar later was het bijna helemaal ontgonnen en werd het landbouwgebied. In de Middeleeuwen vond er een belangrijke slag plaats: de Graaf van Vlaanderen versloeg er in 1356 de Brusselse troepen.
Op kaarten uit 1775 is het gebied te zien als een bosrijk gebied waar twee riviertjes, de Molenbeek en de Leibeek, de vochtige weiden en hellingen doorkruisen.
Vanaf de 19e eeuw begon echter de verstedelijking die pas in 1990 eindigde. Had de gemeente Molenbeek dit gebied niet in erfpacht gegeven aan Leefmilieu Brussel, dan was het Scheutbos allicht volledig verdwenen.

## Fauna en flora
In het Scheutbospark kan men lijsters, merels, houtduiven, kraaien, spechten, goudhaantjes, vossen en bosmuizen vinden. Het park bevat onder meer orchideeën en knotwilgen. Sinds 2006 wordt een systematische telling uitgevoerd naar het aantal organismen dat voorkomt in het Scheutbos. In 2013 kwamen 2119 verschillende planten en dieren voor in het gebied.
Waar het park vroeger bestond uit spontane moestuintjes en verwilderde grasweiden, vervult het nu op een meer geordende manier zowel een sociale als ecologische functie. De moestuintjes mochten blijven bestaan en de Leibeek werd deels weer bovengronds gehaald. Hierdoor werd de  fauna en flora, typerend voor vochtige gebieden, rijker en beter zichtbaar. De grote knotwilgen bleven staan omdat ze typerend zijn voor het landschap. Natuurpunt heeft vijf Schotse Gallowayrunderen geïntroduceerd op een van de weiden.

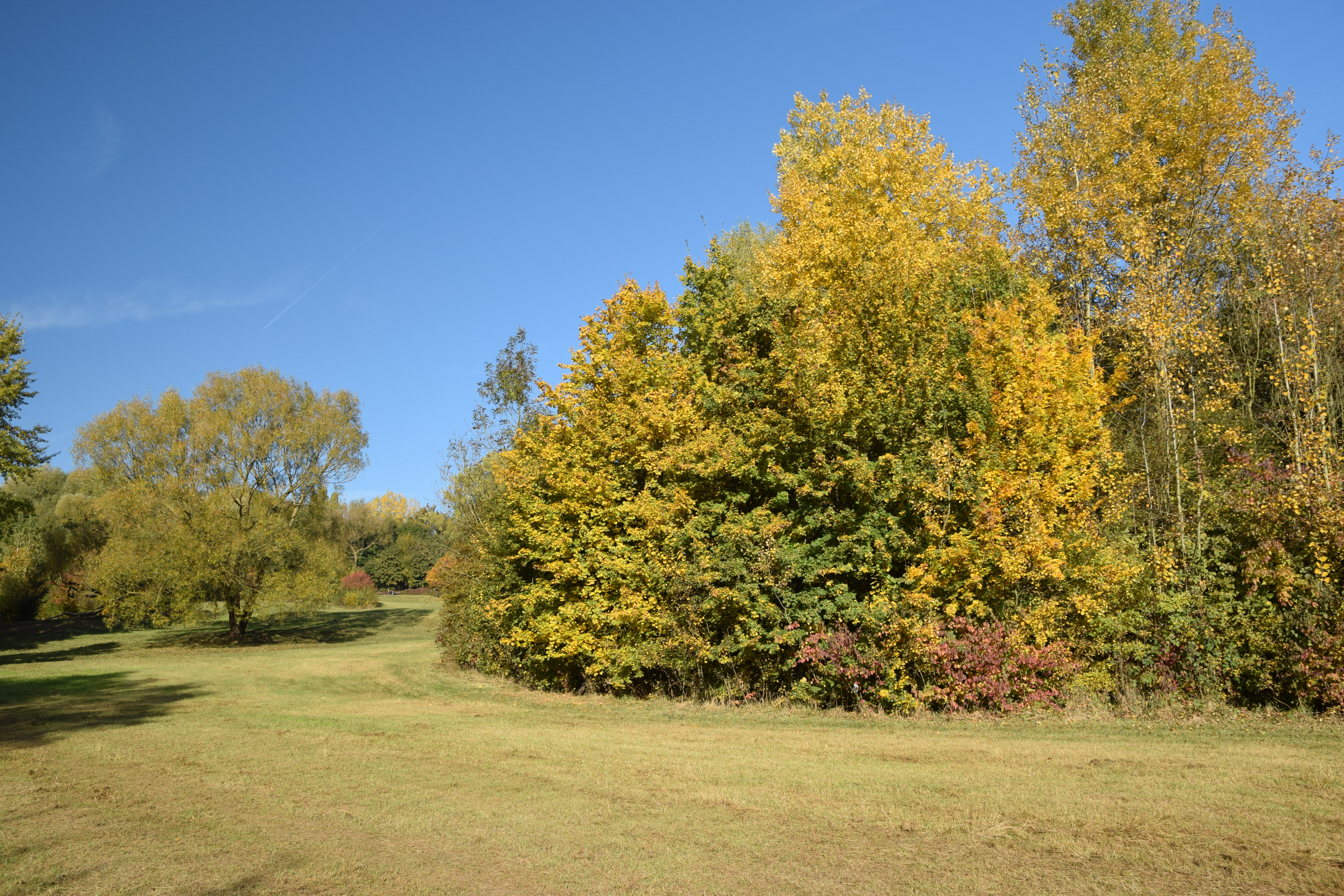
Hellingen en herfstkleuren
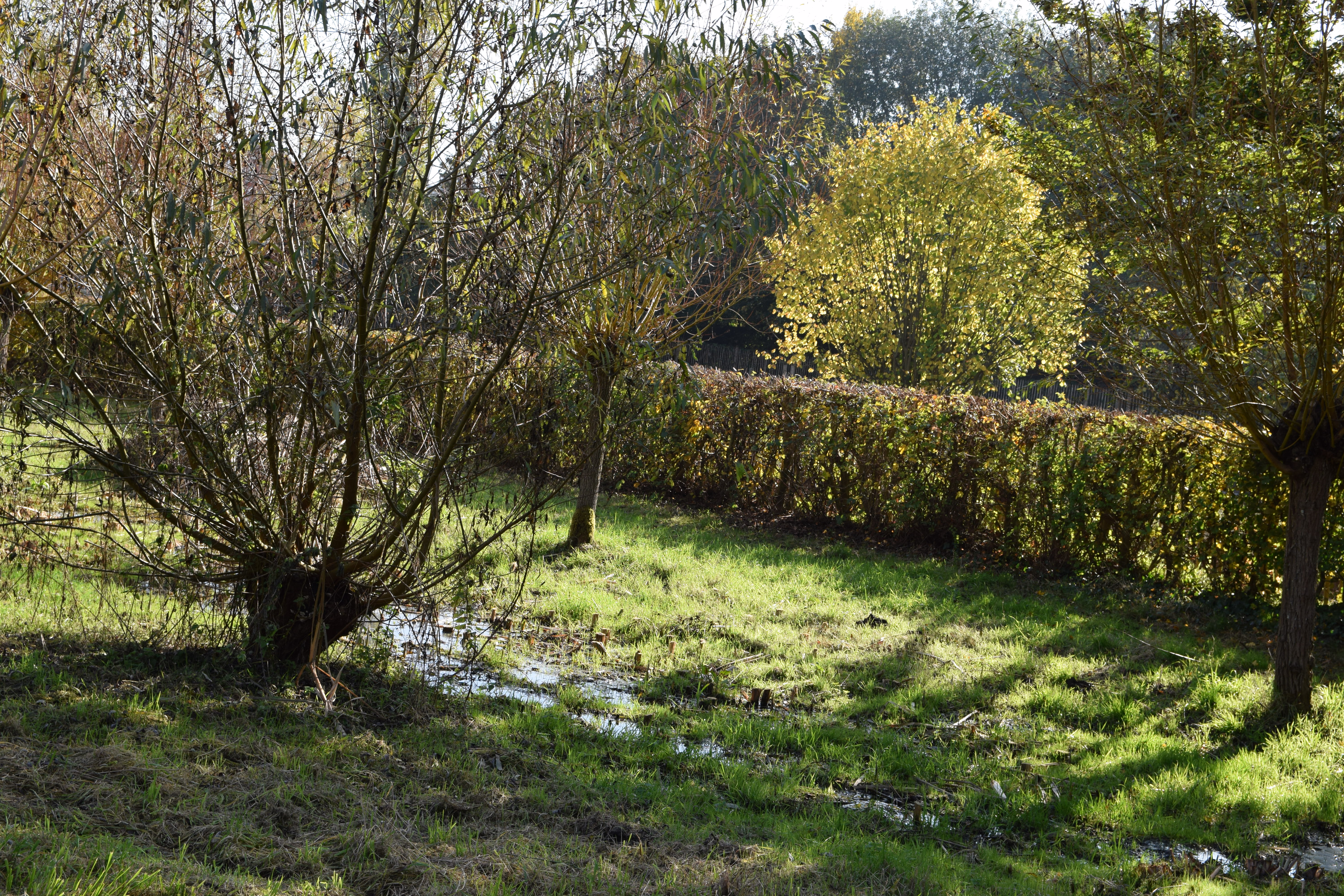
Moeras aan de Leibeek
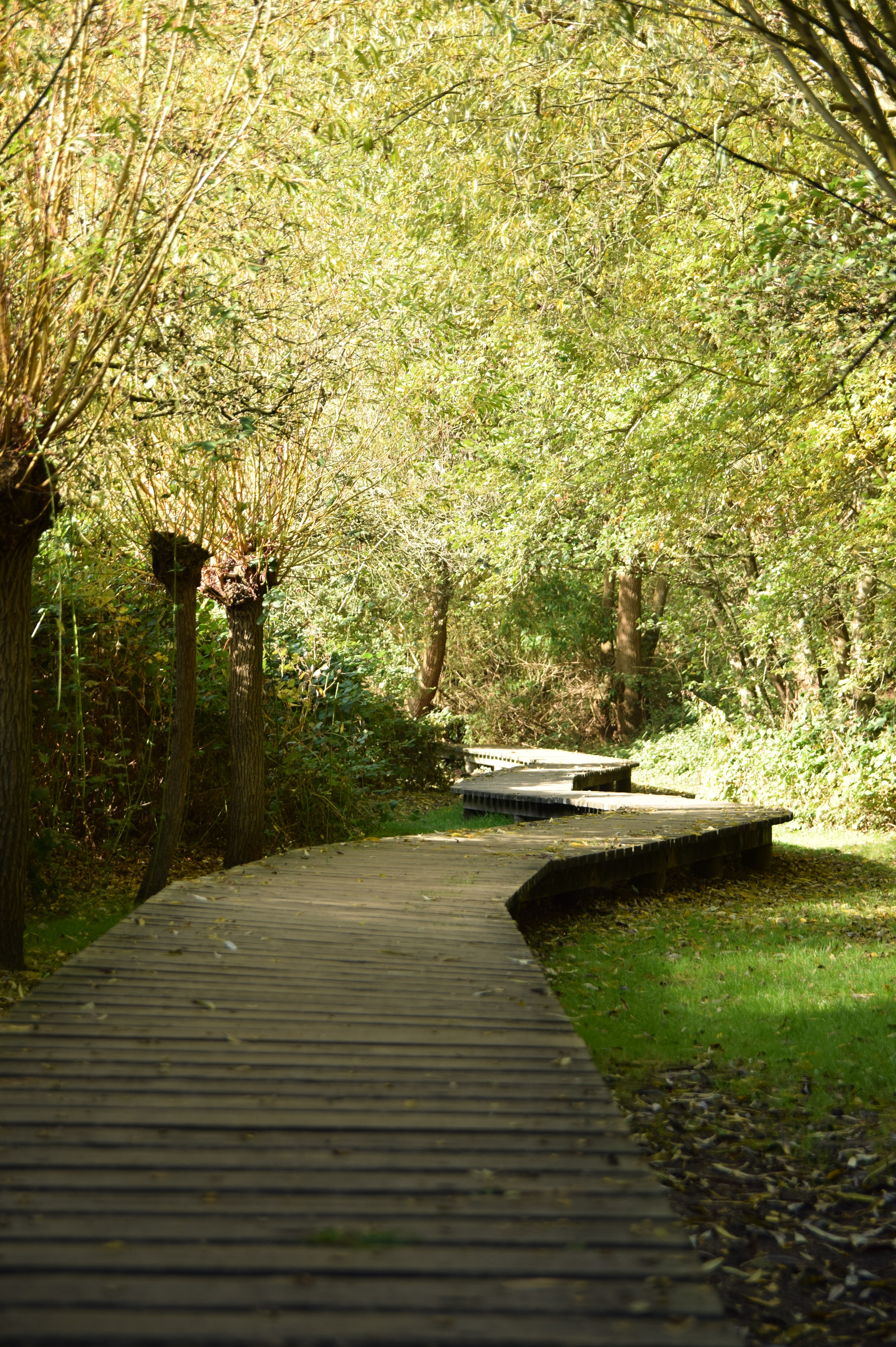
Plankenpad over moerassig gebied
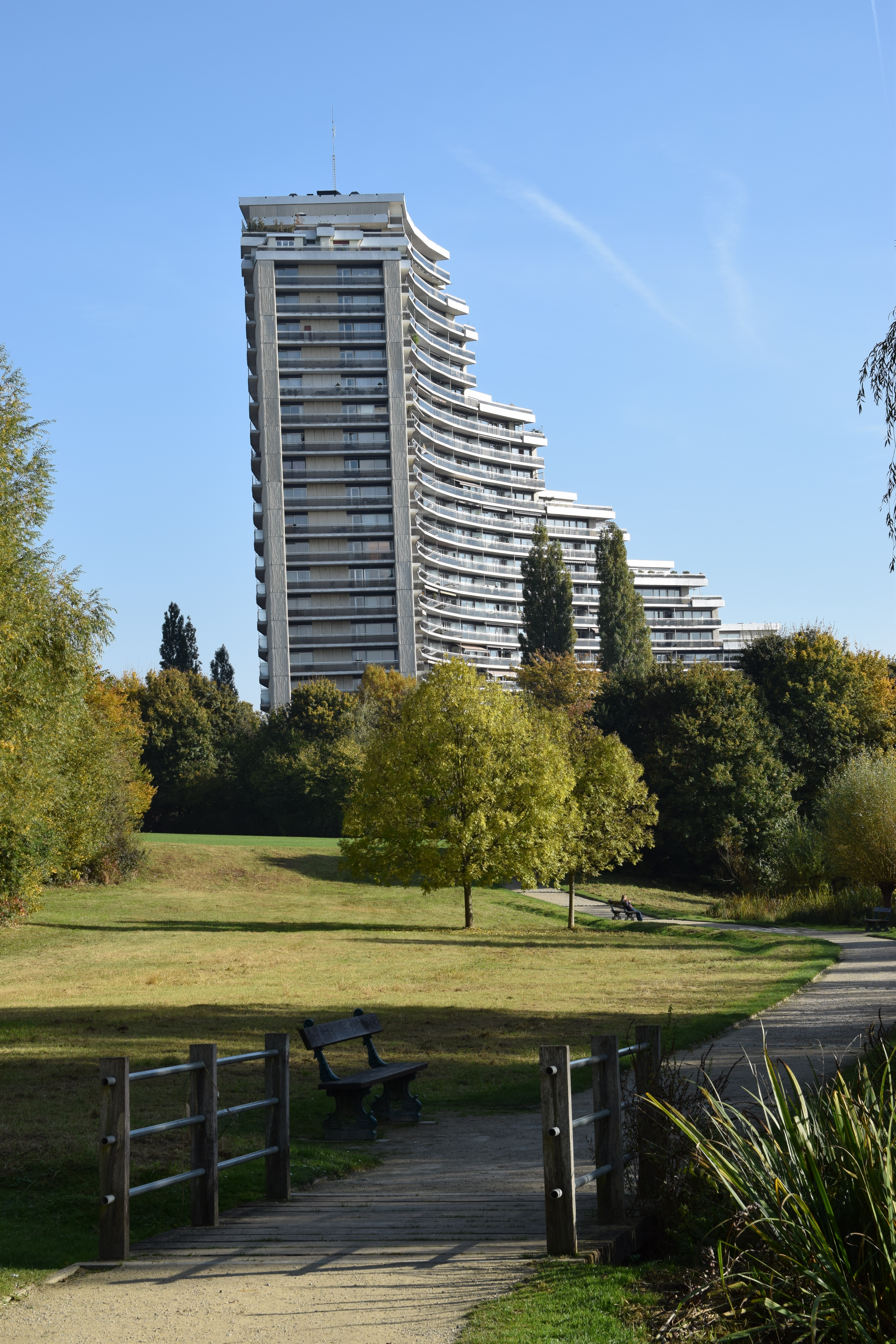
Uitzicht op Molenbeek
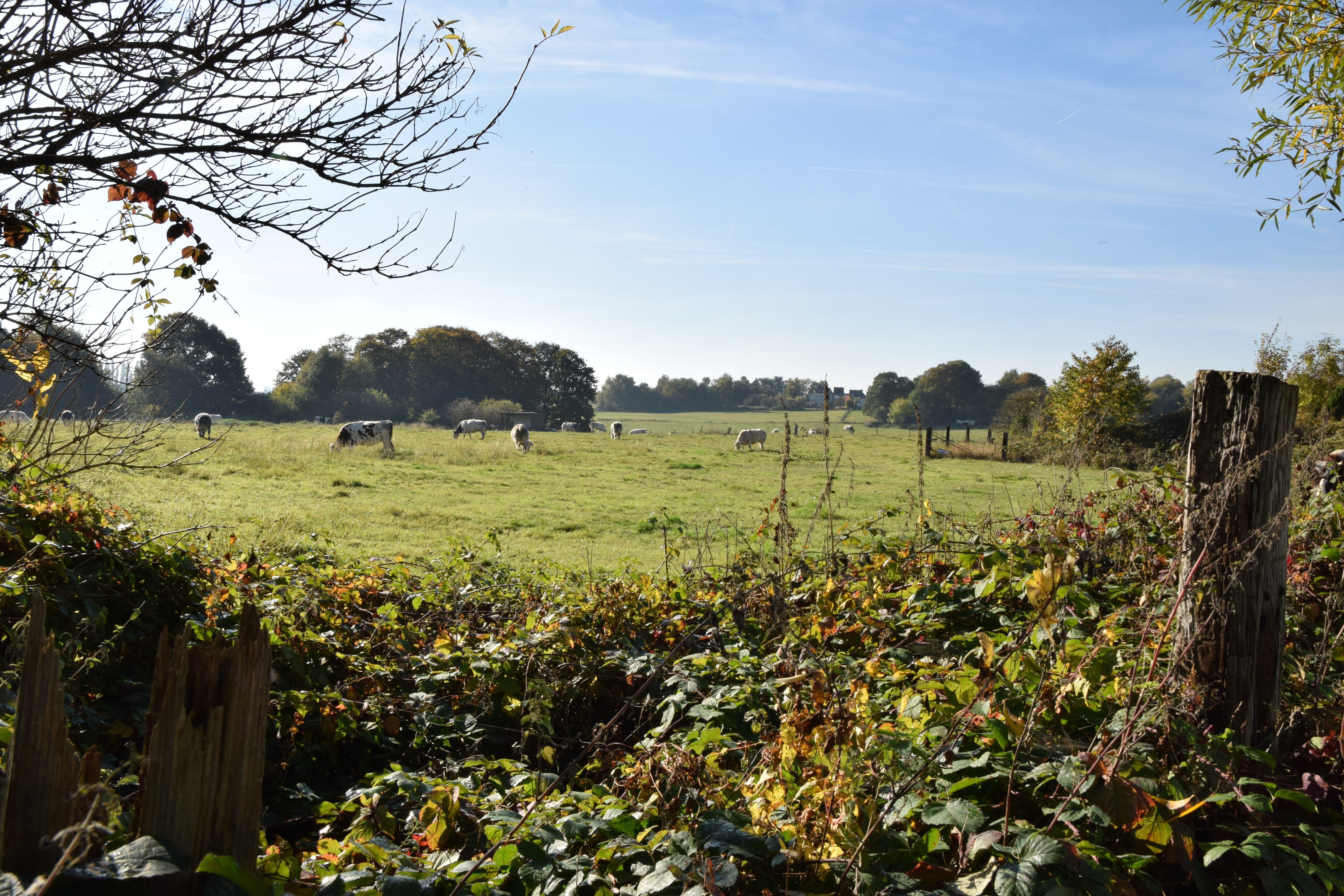
Typerende weide met inheemse koeien
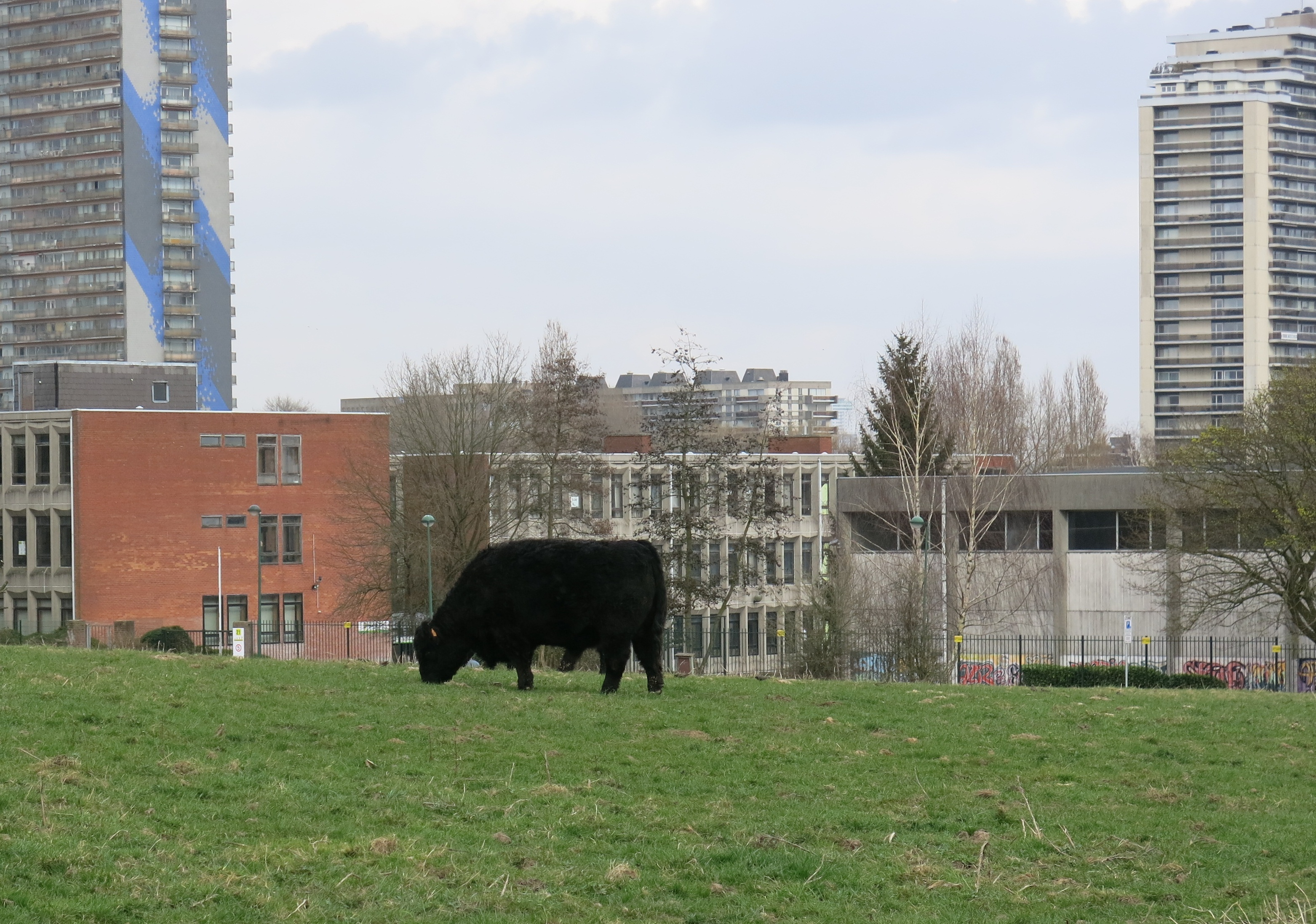
Gallowayrund in het Scheutbos